# ردود الفعل على تفجيرات بروكسل 2016

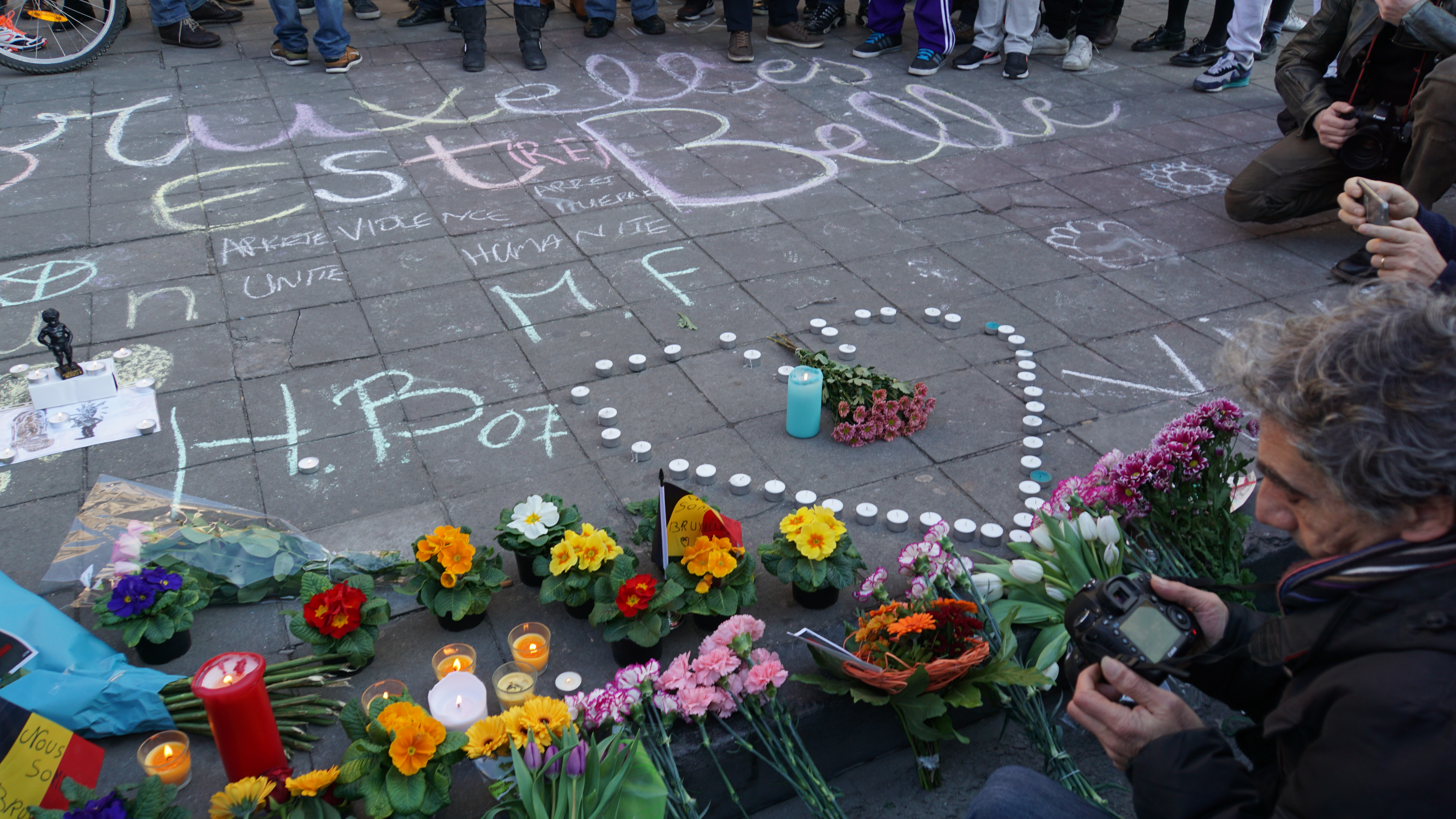

أصدرت العديد من البلدان ورؤساءها والعديد من المنظمات الدولية ردود أفعالٍ مختلفة تجاه تفجيرات بروكسل التي حصلت في 2016.

## الاستجابة الدولية

### الهيئات الدولية
- الاتحاد الإفريقي: أدانت الرئيسة نكوسازانا دلاميني زوما الهجمات التي حصلت في مطار زافينتيم ومحطة المترو المركزية في بروكسل والتي أسفرت عن مقتل العشرات من المدنيين الأبرياء بالإضافة لإصابة العشرات بجروح، كما قدمت تعازيها لشعب بلجيكا والأسر المتضررة وتمنت الشفاء العاجل للجرحى.[1]
- رابطة دول جنوب شرق آسيا: أصدرت البيان التالي:«تدين الدول الأعضاء في الرابطة هذه الهجمات بشدة وتعرب عن تعاطفها مع حكومة بلجيكا وشعبها وأسر الضحايا المتضررين بالحادثة، كما تؤيد الرابطة جهود الحكومة البلجيكية لإعادة الوضع إلى طبيعته في أقرب وقت ممكن وتقديم الجناة للعدالة».[2]
- الاتحاد الأوروبي: وصف دونالد تاسك رئيس المجلس الأوروبي الهجمات بأنها عمل حقير من قبل الإرهابيين لزيادة الكراهية والعنف.[3]
- الناتو: أعرب الأمين العام لحلف الناتو ينس ستولتنبرغ عن تعازيه وصرح أنه يشعر بالحزن الشديد جراء الهجمات التي وقعت في بروكسل، كما قال أن حلف الناتو قرر زيادة حالة التأهب استعداداً لأحداث مثل هذه.[4]
- منظمة التعاون الإسلامي: أدان الأمين العام لمنظمة المؤتمر الإسلامي إياد أمين مدني الهجمات الإرهابية بشدة كما أعلن دعم المنظمة لبلجيكا وتضامنها مع أسر الضحايا.[5]
- الأمم المتحدة: أدان الأمين العام للأمم المتحدة بان كي مون الهجوم واصفاً إياه بأنه «حقير» كما أعرب عن تعازيه لعائلات الضحايا وأعرب عن تضامنه مع بلجيكا شعباً وحكومة.[6]

### الدول الأعضاء في الأمم المتحدة والدول والكيانات الأطراف
- أفغانستان: صرح الرئيس التنفيذي الأفغاني عبد الله عبد الله: «أدين التفجيرات التي وقعت في بروكسل بشدة، وأقدم تعازيّ للمتضررين من هذه الحوادث».[7]
- الأرجنتين: أدان الرئيس الأرجنتيني ماوريسيو ماكري الهجمات حيث صرح بأنه ينبذ هذه الهجمات الدموية وأعلن التزامه بمكافحة الإرهاب.[8]
- أرمينيا: أعرب الرئيس سيرج سرجسيان عن تعازيه كما أعلن أن أرمينيا تدين أي عمل إرهابي بشدة، كما أكد على التزام بلاده بالمساهمة في الكفاح الدولي ضد الإرهاب.[9]
- أستراليا: صرّح الحاكم العام لأستراليا السير بيتر كوسجروف:«نقف الليلة بعد هذه الهجمات التي لا معنى لها والتي تسببت بخسارة بالأرواح إلى جانب الشعب البلجيكي ونقدم أصدق التعازي لأسر الضحايا»، كما صرح رئيس الوزراء مالكولم تورنبول أنه يشعر بالقلق إزاء الهجمات في بروكسل، كما عبّر عن تضامن أستراليا مع الشعب البلجيكي.[10]
- أذربيجان: أعرب الرئيس إلهام علييف عن تعازيه حيث صرح:«نشعر بالحزن الشديد إزاء الأنباء التي سمعناها عن الخسائر البشرية والإصابات الناجمة عن التفجيرات التي حدثت في مدينة بروكسل».[11]
- البحرين: أكدت وزارة الخارجية دعم مملكة البحرين لمملكة بلجيكا في مواجة العنف والتطرف والإرهاب بغض النظر عن مصدره أو دوافعه، كما أعربت عن تعازيها وتعاطفها مع أسر وأقارب الضحايا وتمنت الشفاء العاجل لجميع المصابين في هذه الأعمال الإرهابية التي تتعارض مع المبادئ والقيم الأخلاقية والإنسانية والدينية.[12]
- بيلاروس: أعرب وزير الخارجية فلاديمير ماكي عن تعازيه لأسر ضحايا الهجمات الإرهابية وصرح أن بلاده تدين أي شكل من أشكال الإرهاب بشدة.[13]
- بلجيكا: ألقى الملك فيليب خطاباً بثّ على التلفزيون الوطني أعرب فيه عن حزنه هو وزوجته على هذه الأحداث كما قدم دعمهما الكامل لقوات الأمن والطوارئ وعبّر عن امتنانه لجميع من يقدم المساعدة بشكل طوعي.[14]
- البوسنة والهرسك: بعث رئيس الوزراء دينيس زفيزديتش برقية تعزية لرئيس وزراء بلجيكا تشارلز ميشيل عبّر بها عن خالص التعازي للشعب البلجيكي وعوائل الضحايا نيابة عن مجلس الوزراء والشعب في البوسنة والهرسك، كما صرّح بأنه تأثر بشدة بهذه الأنباء الرهيبة عن التفجيرات التي حدثت في بروكسل.[8]
- البرازيل: أعربت وزارة الخارجية البرازيلية عن استيائها وإدانتها للهجمات الإرهابية بأشد العبارات، كما أعربت الحكومة البرازيلية عن تضامنها مع شعب وحكومة بلجيكا وأسر الضحايا.[15]
- بلغاريا: قدم الرئيس روسن بليفنلييف تعازيه للشعب البلجيكي حيث صرح:«تدين جمهورية بلغاريا أعمال العنف هذه بشدة، لا يمكن تبرير مثل هذه الأعمال تحت أي ظرف من الظروف» كما أصدر رئيس الوزراء بويكو بوريسوف بياناً أدان فيه الهجوم ودعا للتضامن مع بلجيكا في جميع أنحاء أوروبا.[16]
- كندا: أدان رئيس الوزراء جاستن ترودو الهجمات التي وصفها بالمؤسفة كما أعرب عن تضامنه مع بلجيكا والاتحاد الأوروبي.[17]
- تشيلي: صرحت الرئيسة ميشال باشليت أنها تعرب عن أسفها وتعازيها بشكل شخصي وبالنيابة عن شعب تشيلي لما حدث في بروكسل، حيث قتل وأصيب الكثير من الأبرياء.[18]
- الصين: صرحت المتحدثة باسم وزارة الخارجية هوا تشوينينغ أن الصين تدين هجمات بروكسل بشدة كما أن بلادها تدين الإرهاب بجميع أشكاله.[19]
- كولومبيا: أعرب الرئيس الكولومبي خوان مانويل سانتوس عن تضامنه مع شعب بلجيكا، كما أصدرت حكومة كولومبيا بياناً عن طريق وزارة الخارجية تدين فيه الهجمات وتعرب فيه عن تضامنها مع بلجيكا شعباً وحكومة، حيث ذكرت كولومبيا في البيان أن الإرهاب يشكل تهديداً لجميع المجتمعات، وأكدت أن الوقوف بشكل متحد في المجتمع الدولي شرط أساسي لمكافحة هذه الأعمال العنيفة التي تؤدي لانعدام الأمن وعدم الشعور بالطمأنينة.[20]
- كوستاريكا: قال الرئيس لويس غييرمو سوليس أنه يدين الهجوم الوحشي الذي حدث في بروكسل، كما قدم التعازي لشعب بلجيكا وصرح أن هذا الهجوم قد يلحق الأذى بعملية السلام كما صرح أنه يتضامن مع الشعب والحكومة في بلجيكا ومع الاتحاد الأوروبي بشكل عام.[21]
- كرواتيا: أعربت الرئيسة الكرواتية كوليندا غرابار كيتاروفيتش بالإضافة لرئيس الوزراء تيومير أوريسكوفيتش عن تعازيهما الحارة، كما صرح أوريسكوفيتش أن هذه الهجمات لم تكن هجمات على بلجيكا لوحدها، بل كانت هجوماً على أوروبا بأكملها بالإضافة لجميع الذين يحاربون الإرهاب
- جمهورية التشيك: أدان رئيس الوزراء بوهوسلاف سوبوتكا هذا الهجوم الوحشي واللاإنساني، كما قام بزيارة السفارة البلجيكية في براغ وقدم التعازي كما قام بوضع الزهور. وقف النواب لاحقاً دقيقة صمت في البرلمان حداداً على ضحايا التفجيرات.[22]
- قبرص: أعرب الرئيس نيكوس أناستاسيادس عن تعازيه قائلاً:«قلوبنا وصلواتنا مع شعب بلجيكا وعائلات الضحايا والمصابين في هذه الهجمات الإرهابية البشعة».[23]
- تيمور الشرقية: أعربت حكومة تيمور الشرقية عن تضامنها مع حكومة بلجيكا وشعبها كما أدانت الهجمات ووصفتها بأنها أعمال عنف غير مقبولة.[24]
- الإكوادور: أعربت وزارة الخارجية الإكوادورية نيابة عن حكومة وشعب الإكوادور عن إدانتها لهذه الهجمات كما قدمت تعازيها للشعب والحكومة وأعربت عن تضامنها مع أسر الضحايا والجرحى.[25]
- مصر: أدانت وزارة الخارجية المصرية الهجمات بأشد العبارات، حيث صرح المتحدث باسم وزارة الخارجية بأنه قد حان الوقت لأن يتخذ العالم موقفاً نهائياً وجاداً للتعامل مع الإرهاب الدولي الذي يستهدف أمن واستقرار الشعوب في جميع أنحاء العالم.[26]
- إستونيا: صرح رئيس الوزراء تافي رويفاس:«لقد صعقنا عندما سمعنا الأنباء عن الهجمات الإرهابية التي وقعت في بروكسل» كما أكّد أن هذه الأعمال لها هدف واحد وهو زرع الخوف في قلوب الناس، وصرح قائلاً «لن نستسلم للخوف»، كما قدم تعاطفه وتعازيه لأسر الضحايا وشدد على أهمية الوقوف ضد الإرهاب.[27]
- إثيوبيا: أدانت وزارة الخارجية الإثيوبية الهجمات الإرهابية كما أعربت الوزارة عن تعازيها لشعب وحكومة بلجيكا ولعائلات الضحايا بشكل خاص وتمنت الشفاء العاجل لجميع المصابين.[28]
- فيجي: أرسل وزير الخارجية راتو إينوكي كوبوابولا تعازيه وصرح أن أفكاره وصلواته مع الأسر التي فقدت أحباءها في هذه الهجمات الإرهابية الحقيرة.[29]
- فنلندا: قدم الرئيس الفنلندي ساولي نينيستو بالإضافة لرئيس الوزراء يوها سيبيلا ووزير المالية أكساندر ستوب تعازيهم للشعب البلجيكي، وصرح الرئيس أن فنلندا تدين جميع أشكال الإرهاب بشكل قاطع، وأعرب عن تعازيه العميقة نيابة عن شعب فنلندا، كما صرح رئيس الوزراء بأن الأنباء عن الانفجارات في بروكسل مروعة، كما وصفها بأنها ضربة في قلب الاتحاد الأوروبي وتؤثر على الجميع، أما وزير المالية فقد صرح:«صدمت عندما سمعت أنباء الانفجارات في مطار بروكسل، تعازيّ الصادقة للضحايا وعائلاتهم».[30]
- فرنسا: أعلن الرئيس الفرنسي فرانسوا أولاند أن تفجيرات بروكسل كانت هجوماً على أوروبا بأكملها، وأكّد على استمرار فرنسا في مكافحة الإرهاب على الصعيدين الدولي والمحلي. أعلنت آن هيدالجو والتي كانت عمدة باريس أن برج إيفل سيضاء بالألوان الوطنية البلجيكية مساء يوم 22 مارس 2016، أما رئيس الوزراء الفرنسي مانويل فالس أعلن أنهم الآن في حالة حرب.[31]
- ألمانيا: أدان الرئيس يواخيم جاوك في رسالة تعزية أرسلها للملك فيليب الهجمات ووصفها بأنها «جريمة فظيعة» كما أعلن أن ألمانيا ستدافع مع بلجيكا عن القيم المشتركة للحرية والديمقراطية.[32]
- إيران: أدان الرئيس الإيراني حسن روحاني التفجيرات الإرهابية في بروكسل، كما قدم أصدق التعازي لحكومة وشعب بلجيكا وبشكل خاص أولئك الذين فقدوا أحباءهم، كما أدان المتحدث باسم وزارة الخارجية حسين أنصاري التفجيرين اللذين وقعا في بروكسل مؤكداً على أهمية بذل جهود شاملة لمكافحة الإرهاب الذي بات يهدد العالم بأكمله.[33]
- العراق: صرح الرئيس فؤاد معصوم: "تدين دولة العراق هذا العمل الإجرامي بشدة وتعرب عن تضامنها العميق مع حكومة وشعب بلجيكا، كما دعا لتعزيز التعاون بين مختلف البلدان وعلى جميع المستويات من أجل إيقاف نمو الإرهاب وإزالة بؤره ووسائل دعمه.[34]
- إيطاليا: صرح رئيس الوزراء ماتيو رينزي أن قلبه وعقله في بروكسل.[35]
- هولندا: صرح رئيس الوزراء مارك روتi:«قلوبنا مع الضحايا وأقاربهم، هولندا مستعدة لمساعدة ودعم جيرانها الجنوبيين بأية طريقة ممكنة»، كما أدان الملك فيليام ألكساندر هذه الهجمات العنيفة في رسالة تعزية أرسلها للملك فيليب وقال:«المطلوب الآن هو إظهار قوتنا وجماعيتنا وتأييدنا لقيم الحرية».[36]
- سوريا: أدان مصدر رسمي سوري هذه الهجمات الإرهابية بشدة، كما صرح بشار الجعفري:«بعض الإرهابيين الذين نفذوا هذا الهجوم يوم أمس في بروكسل، قاتلوا وقتلوا السوريين في سوريا قبل عودتهم إلى بلجيكا».[37]

### داعش
أصدرت الدولة الإسلامية في العراق والشام بياناً تقول فيه:«قام مقاتلو الدولة الإسلامية بفتح النار داخل مطار زافينتيم قبل أن يفجر العديد منهم أحزمتهم الناسفة، كما فجر مهاجم استشهادي حزامه الناسف في محطة مترو مايلبيك».

### المجموعات السياسية
- حزب الله: ندد حزب الله بالهجمات التي حدثت في بيان أصدره وقال فيه:"تحترق أوروبا بنفس النار التي ساعدت في تأجيجها في سوريا والشرق الأوسط بالتعاون مع بعض الأنظمة الإقليمية"، كما ندد هاشم الشابي بالهجمات الإرهابية في بروكسل حيث صرح بأن جذور هذه الهجمات المستمرة والتي تحدث في جميع أنحاء العالم موجودة في أيديولوجيات تتم رعايتها ودعمها من قبل بعض الدول لاستخدامها في أعمالها السياسية والاقتصادية، كما أكد أن مفتاح الكفاح ضد الإرهاب يكون بالوقوف في وجه المملكة العربية والسعودية والحد من أيديولوجيتها الوهابية، ومن المهم أيضاً الوقوف في وجه تركيا بسبب دعمها لتنظيم داعش".[39]